# Jahresschau Deutscher Arbeit

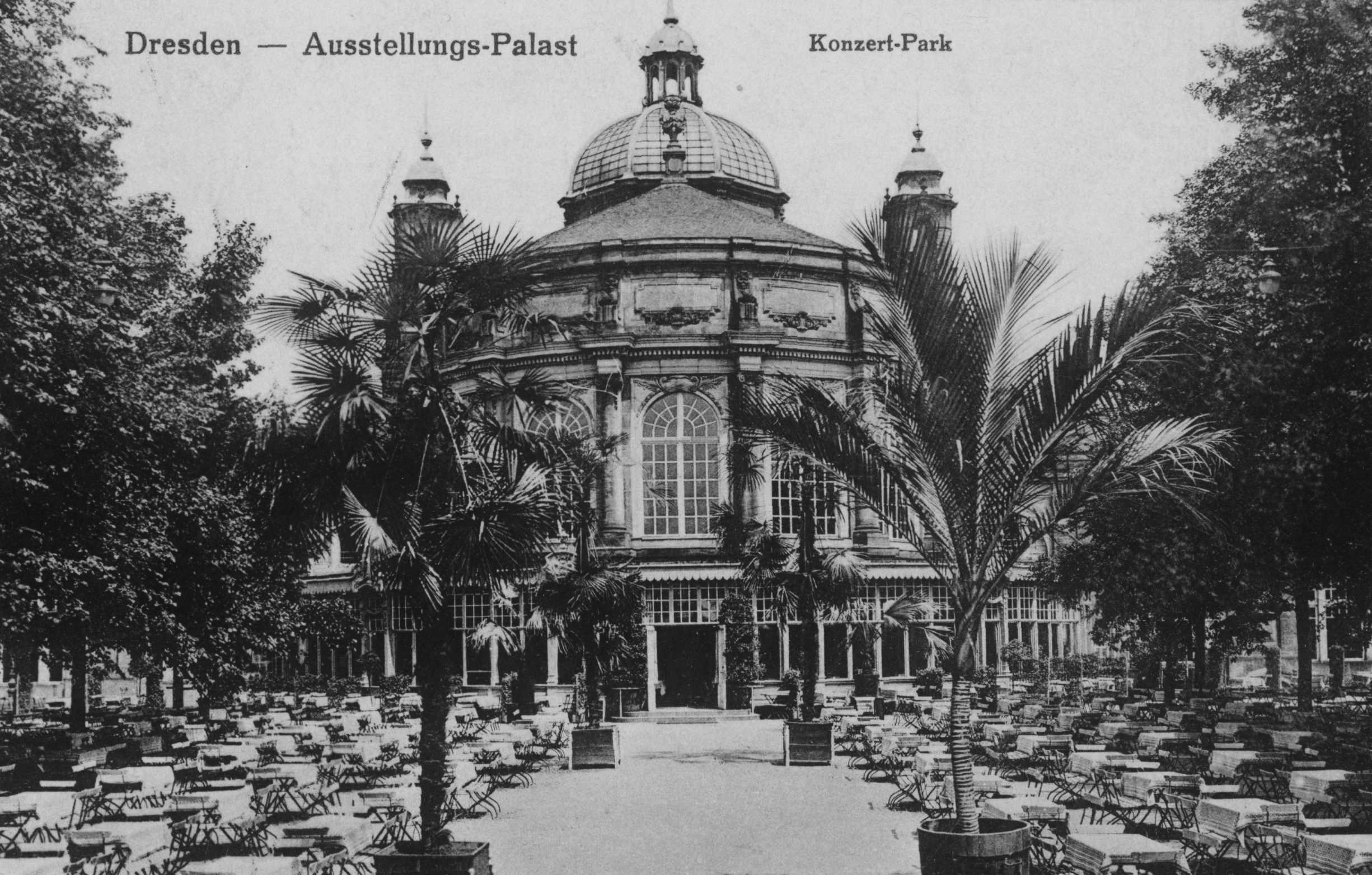
Parkseite des Städtischen Ausstellungspalastes, etwa 1923

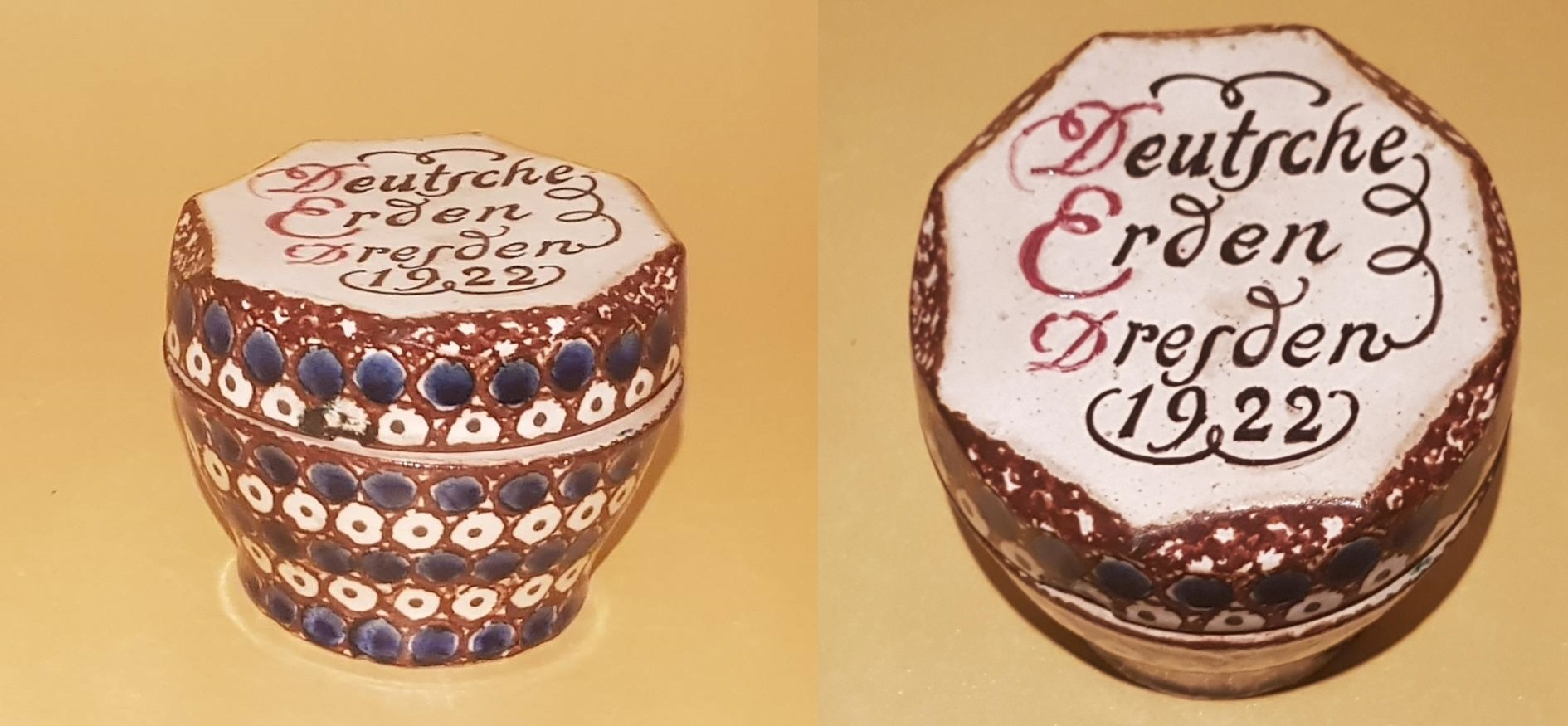
Kleine Dose aus Keramik mit Bunzlauer Schwämmeltechnik verziert, als Andenken an die Ausstellung Deutsche Erden 1922

Die Jahresschau Deutscher Arbeit war eine von 1922 bis 1929 in Dresden jährlich durchgeführte Ausstellung zur Förderung von Industrie, Wissenschaft und Gewerbe. Die Veranstaltungen fanden im und rund um das Areal des Städtischen Ausstellungspalastes statt.

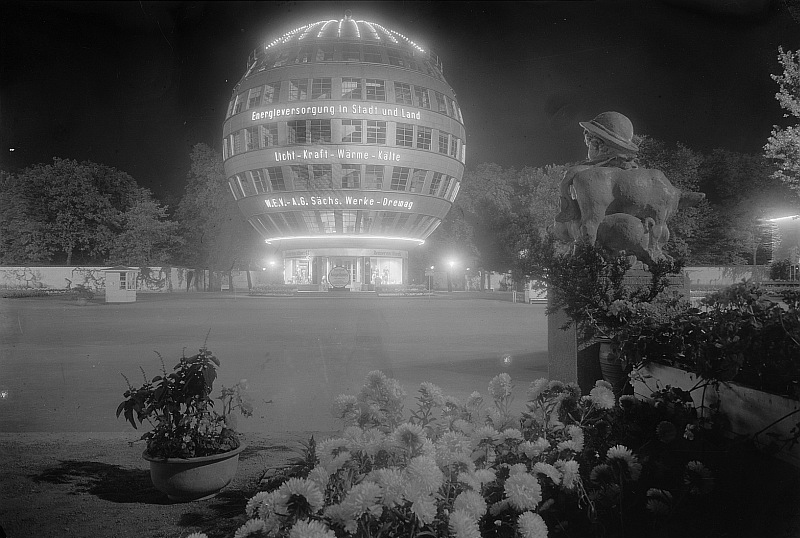
„Erstes Kugelhaus der Welt“ bei Nacht, 1928

## Vorgeschichte
Dresden verfügte bereits ab dem 18. Jahrhundert über eine reiche Ausstellungstradition. Im Jahr 1765 veranstaltete Dresden als erste deutsche Stadt im Palais Fürstenberg die erste akademische Kunstausstellung unter dem Titel Lehrer- und Schülerausstellung zur Ermunterung der Künstler und Beurteilung der Kenner nach dem französischen Vorbild der ersten größeren Kunstausstellung überhaupt (1763 in Paris). Neben weiteren Kunstausstellungen in Dresden fand dann 1824 die erste Gewerbeausstellung unter dem Titel Ausstellung des gesamten inländischen Gewerbefleißes statt. 1828 eröffnete im Palais im Großen Garten die Erste öffentliche Ausstellung seltener Früchte und Gewächse die Tradition der Dresdner Gartenschauen. 1845 fand im Orangeriegebäude die Große Sächsische Gewerbeausstellung statt.
Als Ausstellungsstadt erreicht Dresden 1887 internationalen Ruf. In diesem Jahr fanden drei Ausstellungen statt: Im Großen Garten die Erste Internationale Gartenbauausstellung und die Internationale Ausstellung von Erzeugnissen und Bedarfsartikeln der Bäckerei, Konditorei und verwandter Gewerbe sowie die Internationale Ausstellung „Das Aquarell“ in den Räumen der Kunstgewerbeschule und der Polytechnischen Schule am Antonsplatz.
Diese rege Ausstellungstätigkeit wurde bis zum Ausbruch des Ersten Weltkriegs fortgesetzt und vom damaligen Oberbürgermeister Gustav Otto Beutler aktiv gefördert. Unter Beutler wurde der Städtische Ausstellungspalast errichtet, um den für die umfangreichen Fachausstellungen dringend benötigten Raum zu schaffen. Die Eröffnung fand am 2. Mai 1896 mit der Zweiten Internationalen Gartenbau-Ausstellung statt. Ebenfalls 1896 fand die Ausstellung des Sächsischen Handwerks und Kunstgewerbes statt. Diese Ausstellung beinhaltete eine umfangreiche und aufwändig gestaltete Abteilung „Die alte Stadt“, die den Leistungen des Heimatschutzes und der Denkmalpflege gewidmet war. Diese Ausstellung fand große Beachtung und förderte die Gründung des Vereins für Sächsische Volkskunst und Volkskunde durch Oskar Seyffert.
Es folgten 1900 die Deutsche Bauausstellung und 1903 die Deutsche Städteausstellung. Für die Entwicklung des Kunstgewerbes zentral war die Dritte Deutsche Kunstgewerbeausstellung Dresden von 1906. Formale Schlichtheit, die Schönheit des Funktionalen und die Verbindung von Kunst und Technik waren zentrale Themen. 1909 fand die Internationale Photographische Ausstellung statt. Präsentiert wurde die Leistungsfähigkeit photographischer und anderer optischer Geräte sowie deren künstlerische und gewerbliche Anwendung.
Bis zum Ersten Weltkrieg fand in Dresden jedes Jahr mindestens eine bedeutende Ausstellung statt. Einen Höhepunkt stellte mit über 5 Millionen Besuchern und einem Gewinn von 1 Million Mark die Internationale Hygiene-Ausstellung 1911 dar. Der Erste Weltkrieg beendete die langjährige Ausstellungstätigkeit in Dresden. Der Städtische Ausstellungspalast wurde in dieser Zeit als Lazarett genutzt.

## Jahresschauen Deutscher Arbeit
Nach dem Krieg versuchte man an die Ausstellungstradition der Vorkriegszeit neu anzuknüpfen und den Ruf Dresdens als Ausstellungsstadt neu zu etablieren. Im Frühjahr 1921 wurde dazu der Verein zur Veranstaltung der Jahresschau Deutscher Arbeit durch Friedrich Brehmer gegründet. Das Ziel war, ab dem Jahr 1922 eine Serie von zehn Ausstellungen zu veranstalten, die jeweils einem thematischen Schwerpunkt aus Industrie, Wissenschaft oder Handwerk gewidmet sein sollten.
Nur 1926 und 1930/1931 wurde von diesem Ausstellungskonzept abgewichen. Anstelle der Jahresschau Deutscher Arbeit fanden 1926 in Dresden die Jubiläums-Gartenbauausstellung und die Internationale Kunstausstellung statt und 1930/1931 die zweite Internationale Hygiene-Ausstellung Dresden.

### 1. Jahresschau „Deutsche Erden – Porzellan, Keramik, Glas“ 1922

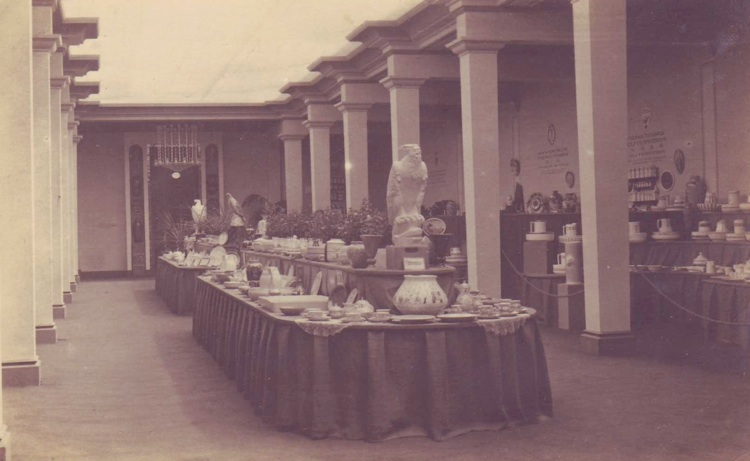
Jahresschau Deutscher Arbeit, 1922

Das Thema Porzellan prägte die erste Jahresschau als Industrieschau. Von den 238 ausstellenden Unternehmen kamen 140 aus Sachsen. Insgesamt beteiligten sich 400 Aussteller und die Ausstellung verzeichnete 850.000 Besucher. Auf dem Ausstellungsgelände des Städtischen Ausstellungspalastes entstand als Neubau eine „Rotunde“ mit einem von innen beleuchteten Porzellanbrunnen der Meißner Porzellanmanufaktur.
In einer speziellen Schauwerkstatt wurde die Herstellung von Porzellan vorgeführt, von der Mischung der Erden bis zum fertigen Brand. Gezeigt wurde auch eine Glasausstellung, u. a. mit Arbeiten von Thüringer Glasbläsern. Die Majolikamanufaktur Karlsruhe zeigte in der Nähe der Lennéstraße einen großen Keramikbrunnen nach einem Entwurf von Hans Poelzig (1929 in Hannover eingeweiht). Die Staatliche Porzellansammlung zeigte im Residenzschloss Dresden eine Sonderausstellung historischer Porzellane.

### 2. Jahresschau „Sport und Spiel“ 1923
Auf der zweiten Jahresschau waren 720 Aussteller vertreten. Die Ausstellung verzeichnete 1.000.000 Besucher. In der Kuppelhalle des Ausstellungspalastes wurden Sportfahrzeuge und moderne Autos ausgestellt. Zu sehen waren ebenfalls Ruder-, Segel- und Sportboote, sowie das erste Segelflugzeug, das über der Rhön geflogen war.
Im Rahmen der Spielwarenschau waren eine Modelleisenbahnanlage, eine Ausstellungen von Käthe-Kruse-Puppen und Puppen mit „richtigen“ Augenwimpern zu sehen. In der „Halle der Weihnacht“ stellten mehrere Unternehmen aus dem Erzgebirge ihre Produkte aus, unter anderem einen 11 Meter langen Weihnachtsberg aus Lößnitz mit 39 teilweise beweglichen Figurengruppen.
Im Rahmen der Jahresschau fanden sportliche Veranstaltungen statt.

### 3. Jahresschau „Deutsche Textilausstellung“ 1924
In Sachsen existierten 1922 in der Textilbranche 5.687 Betriebe mit 283.667 Beschäftigten. Die dritte Jahresschau widmete sich diesem wichtigen Wirtschaftszweig, an ihr beteiligten sich 300 Aussteller. Für die Ausstellung mussten neue Hallen geschaffen werden. Die Ausstellung verzeichnete 750.000 Besucher. Thematische Schwerpunkte waren:
- Geschichte der Textilindustrie in Deutschland und in anderen Ländern
- Textilien für die Bekleidung
- Textilien für die Innenarchitektur (Teppiche, Gobelins, Dekorationsstoffe)
- Textilmaschinen
- Textilveredelung

Textilmaschinenfabriken führten modernste Zwirnerei-, Spinnerei- und Webereimaschinen vor.

### 4. Jahresschau „Wohnung und Siedlung“ 1925

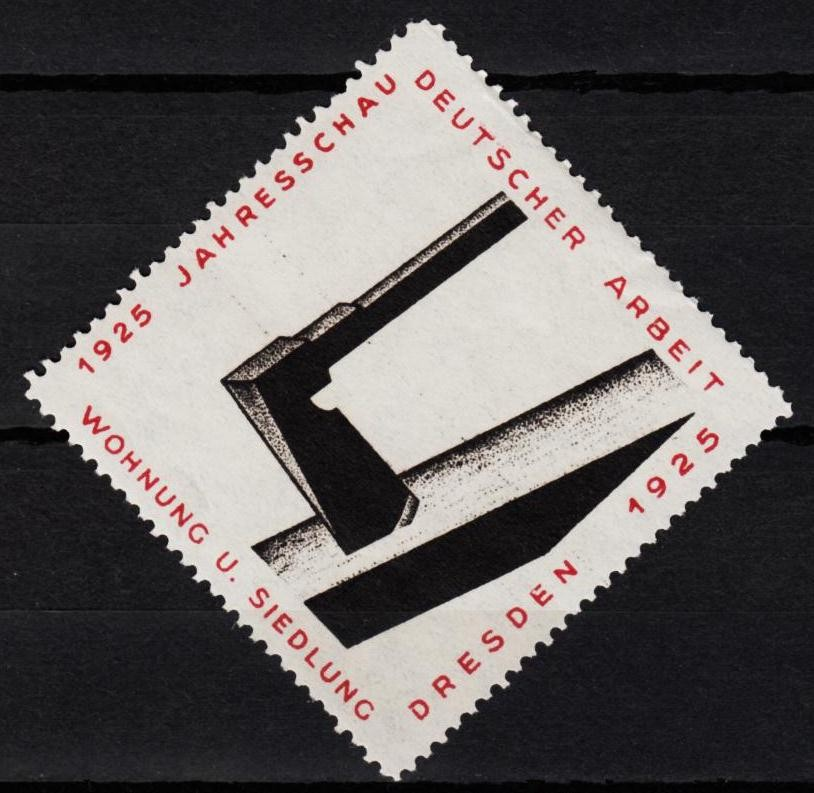
Reklamemarke, entworfen von Otto Arpke, 1925

Die 4. Jahresschau widmete sich der Wohnungsnot und versuchte Lösungen für kostengünstiges Bauen aufzuzeigen. Mit 650 beteiligten Ausstellern und 1.100.000 Besuchern war sie die bisher größte Ausstellung ihrer Art in Deutschland.
Thematisch behandelt wurden die Aspekte Wohnen in der Neuzeit, mit den Themen moderne Heizung, Sanitärtechnik, Beleuchtung und Wohnungseinrichtungen. Gezeigt wurden auch 18 teilweise vollständig eingerichtete Muster- und Siedlungshäuser mit Zier- und Nutzgärten. Ein bescheidenes Typenhaus wurde bereits ab 9.000 Reichsmark angeboten, während als Gegenstück ein vollständig eingerichtetes Haus für 70.000 Reichsmark präsentiert wurde. Gezeigt wurden insbesondere Fertighäuser, so das Plattenhaus nach Entwurf von Bruno Paul, ein Holzhaus nach Entwurf von Adelbert Niemeyer und ein von Paul Wolf entworfenes transportables Holzhaus mit einer Grundfläche von 66 m2, das für 11.000 Reichsmark angeboten wurde.
Abgedeckt wurde auch das gesamte Spektrum an Baustoffen und Bautechniken.

### 5. Jahresschau „Jubiläums-Gartenbauausstellung“

Plakat von Otto Gussmann zur Jubiläums-Gartenbauausstellung, 1926

Die Jubiläums-Gartenbauausstellung fand vom 23. April bis 11. Oktober 1926 statt, anlässlich des hundertjährigen Bestehens der Sächsischen Gesellschaft für Botanik und Gartenbau „Flora“. Der Entwurf für die Ausstellungsgestaltung im Großen Garten stammte vom Gartenarchitekten Gustav Allinger.
Bereits 1924 wurde mit den ersten Anpflanzungen begonnen. Die gesamte Ausstellungsfläche betrug 32 Hektar. Neben der Dauerausstellung waren auch ein Musterfriedhof und Kleingartenmusteranlagen zu besichtigen. Nach einem Entwurf des Architekten Josef Wentzler wurde ein 30 Meter hoher, sternförmiger Holzturm mit 15 Etagen und einem Aufzug errichtet. Der „Grüne Dom“ wurde von 3.000 Schlingpflanzen umrankt; jede dritte Etage bestand aus einem Kranz von blühenden Blumen.
Zu besichtigen war auch ein „Rosenhof“ nach Planung von Gustav Allinger mit 300.000 Rosen und einer Leuchtfontäne.

### 6. Jahresschau „Das Papier“ 1927
An der sechsten Jahresausstellung beteiligten sich 1.150 Aussteller, es wurden 1.200.000 Besucher gezählt. Präsentiert wurden alle Anwendungsgebiete rund um die Papiererzeugung, -verarbeitung und -verwendung. Für die Zeitungspresse wurde eine „Halle der Presse“, ein 43 Meter hoher Turm, errichtet. Im „Papier-Haus“ wurde der Einsatz von Papier als Baustoff präsentiert.
In der wissenschaftlichen Abteilung wurde die Geschichte der Herstellung des Papiers und Papier als Kulturfaktor im Zusammenhang mit der Entwicklung der Schrift thematisiert. Gezeigt wurden auch seltene Drucke und Bücher aus den Beständen der Sächsischen Landesbibliothek. Im Rahmen der Jahresschau fand eine Ausstellung des Deutschen Künstlerbunds im Städtischen Ausstellungsgebäude statt. Ebenfalls mit einer eigenen Ausstellung präsent war der Bund der Deutschen Gebrauchsgraphiker.

### 7. Jahresschau „Die technische Stadt“ 1928
Die siebte Jahresschau, an der sich 750 Aussteller beteiligten, fand anlässlich des hundertsten Gründungstags der Technischen Hochschule Dresdens statt. 1.800.000 Besucher wurden verzeichnet. In einer umfangreichen Abteilung wurden städtetechnische Themen wie Gas, Wasser, Elektrizität, Verkehrs- und Nachrichtenwesen behandelt. Premiere hatte der erste deutsche Tonfilm, ein „Hörfilm“ von Lignose Hörfilm System Breusing.
International bekannt wurde das nach Entwürfen von Peter Birkenholz in nur acht Wochen errichtete „Erste Kugelhaus der Welt“. Dieser mit Stahl, Beton und Glas ausgeführte Experimentalbau war Ausdruck des modernen Bauens in den 1920er Jahren. Der Rauminhalt betrug 7.600 m3 bei einer benötigten Grundfläche von lediglich 110 m2. Der Bau wog 280 Tonnen. Der Durchmesser betrug 24 Meter bei einer Gesamthöhe von 30 Metern. Der Bau verfügte über 150 Fenster und 5 Stockwerke. Im fünften Stock befand sich eine Gaststätte. Der Bau wurde später von den Nationalsozialisten als „undeutsch“ betrachtet und von der Stadtverwaltung 1938 abgerissen.

### 8. Jahresschau „Reisen und Wandern“ 1929

Plakat von Bruno Grimmer-Kriwub, 1929

Die 8. Jahresschau verzeichnete 650 Aussteller und 1.500.000 Besucher. Sie war eine Art Dresdner Tourismusausstellung und präsentierte Deutschland als attraktives Reiseland. Sie sollte dazu anregen, die Ferien im eigenen Land zu verbringen. An der Herkulesallee wurde eine Musterjugendherberge eingerichtet. Präsentiert wurden auch Wanderausrüstung und Sportartikel sowie Verkehrsmittel im Zusammenhang mit dem Reisen.

### Internationale Hygiene-Ausstellung Dresden 1930
Im Jahr 1930 wurde auf die Durchführung einer Jahresschau zugunsten der Internationalen Hygiene-Ausstellung verzichtet. Diese stand in keinem direkten Zusammenhang mit den bisherigen Jahresschauen, war mit drei Millionen Besuchern allerdings derart erfolgreich, dass sie im darauffolgenden Jahr fortgeführt wurde.